# 9723 Binyang
9723 Binyang è un asteroide della fascia principale. Scoperto nel 1981, presenta un'orbita caratterizzata da un semiasse maggiore pari a 2,1481515 UA e da un'eccentricità di 0,1185191, inclinata di 4,98588° rispetto all'eclittica.